# Kongoussi (département)
Kongoussi est un département et une commune urbaine du Burkina Faso, situé dans la province du Bam et la région du Centre-Nord. Lors du dernier recensement général de la population en 2006, le département comptait 70 840 habitants.

## Géographique

### Villes et villages
Le département comprend une ville chef-lieu, Kongoussi d'une population totale de (25 172 habitants), divisée en sept secteurs :
- Secteur 1 : 6 553 habitants
- Secteur 2 : 3 289 habitants
- Secteur 3 : 1 361 habitants
- Secteur 4 : 3 158 habitants
- Secteur 5 : 5 602 habitants
- Secteur 6 : 2 005 habitants
- Secteur 7 : 3 204 habitants

et une cinquantaine de villages (chiffres du recensement 2006) :
- Badinogo 1 (836 habitants)
- Badinogo 2 (546 habitants)
- Birou  (636 habitants)
- Boalin (1 392 habitants)
- Bogonam (2 172 habitants)
- Bogonam-Foulbé  (229 habitants)
- Daribiti n°1  (988 habitants)
- Daribiti n°2 (578 habitants)
- Darigma (760 habitants)
- Dinguilga (358 habitants)
- Gourcy-Tenga (135 habitants)
- Imiéré  (557 habitants)
- Kiella (1 758 habitants)
- Kondibito (168 habitants)
- Kora (1 877 habitants)
- Kora-Foulbé (579 habitants)
- Kougrisséogo (66 habitants)
- Kouka (858 habitants)
- Koumbango (1 003 habitants)
- Kourpellé (1 404 habitants)
- Loagha (1 789 habitants)
- Lourgou (532 habitants)
- Mogodin (1 277 habitants)
- Nakindougou (507 habitants)
- Niénéga-Mossi (1 215 habitants)
- Niénéga-Foulbé (759 habitants)
- Nongsom  (606 habitants) ?
- Nongsom-Foulbé (187 habitants) ?
- Rambo-Wottionma (1 158 habitants)
- Ranga (856 habitants)
- Rissiam (1 046 habitants)
- Sakou (1 419 habitants)
- Sakou-Foulbé (65 habitants)
- Sam (845 habitants)
- Sandouré (866 habitants)
- Sankondé (331 habitants)
- Sargo (1 532 habitants)
- Senopoguian (85 habitants)
- Senorsingué (266 habitants)
- Sorgho-Yargo (962 habitants)
- Tamponga (508 habitants)
- Tanguiéma (997 habitants)
- Temnaoré (2 606 habitants)
- Temnaoré-Foulbé (108 habitants) ?
- Touka (816 habitants)
- Touka-Foulbé (250 habitants)
- Woussé (976 habitants)
- Yalga (1 811 habitants)
- Yalgo (1 440 habitants)
- Yougounini (1 125 habitants)
- Zingguima (1 120 habitants)
- Zoura (960 habitants)
- Zoura-Foulbé (649 habitants)

## Administration
| Période                                  | Période  | Identité | Étiquette | Qualité |
| ---------------------------------------- | -------- | -------- | --------- | ------- |
|                                          | en cours |          |           |         |
| Les données manquantes sont à compléter. |          |          |           |         |

## Santé et éducation
Le département accueille huit centres de santé et de promotion sociale (CSPS) à Loaga, Birou, Lourgou, Temnaoré, Kiella, Kora, Boalin et dans le secteur 5 de Kongoussi. Il possède un centre médical (CM), le centre diocésain du Bam, et surtout le centre médical avec antenne chirurgicale (CMA) de la province, tandis que le centre hospitalier régional (CHR) se trouve à Kaya.